# مجزرة البريج
في 16 أبريل 2008، قتل جنود إسرائيليون مصور رويترز فضل شناعة مع ثمانية فلسطينيين آخرين، من بينهم ستة أطفال، عندما أطلقوا قذيفة دبابة على المجموعة في مخيم البريج للاجئين في قطاع غزة يُظهر مقطع الفيديو لشناعة إطلاق الدبابة وإلقاء نظرة على القذيفة القادمة قبل أن تتحول إلى اللون الأسود في لحظة الارتطام. كانت شناعة تغطي ضربة صاروخية سابقة قرب جحر الديك قتل فيها سلاح الجو الإسرائيلي تسعة فلسطينيين. في الليلة السابقة، أسفر كمين نصبته حماس لقوات الجيش الإسرائيلي عن مقتل ثلاثة جنود إسرائيليين وأربعة قتلى من حماس.
ثم دعا رئيس تحرير رويترز ديفيد شليزنجر إلى إجراء تحقيق، كما فعلت منظمة هيومان رايتس ووتش، التي ذكر مديرها لقسم الشرق الأوسط، أن "الجنود الإسرائيليين لم يتأكدوا من أنهم كانوا يستهدفون هدفًا عسكريًا قبل إطلاق النار، وهناك أدلة تشير إلى أنهم فعلاً تستهدف الصحفيين" وأعلن الجيش الإسرائيلي عن إجراء تحقيق في الأمر، وأصدر بيانا قال فيه "إن الجيش الإسرائيلي يرغب في التأكيد على أنه على عكس المنظمات الإرهابية، فإنه لا يستهدف عمدا مدنيين غير متورطين فحسب، بل يستخدم أيضا وسائل لتجنب مثل هذه الحوادث... والتقارير التي تدعي عكس ذلك كاذبة ومضللة ".
في أغسطس، أعلن الجيش الإسرائيلي أنه برأ طاقم الدبابة. وقال المحامي العام للجيش الإسرائيلي آنذاك، الجنرال أفيشاي ماندلبليت، في رسالة بعث بها إلى رويترز، "في ضوء الاستنتاج المعقول الذي توصل إليه طاقم الدبابة ورؤسائه، أن الشخصيات كانت معادية وتحمل شيئًا يحتمل أن يكون سلاحًا، قال ديفيد شليزنجر إن قرار إطلاق النار على الأهداف... كان سليمًا" "أشعر بخيبة أمل شديدة لأن هذا التقرير يتغاضى عن الاستخدام غير المتناسب للقوة المميتة في موقف اعترف الجيش نفسه بأنه لم يتم تحليله بوضوح " و "يبدو أنهم يأخذون وجهة نظر مفادها أن أي رفع للكاميرا في مكانها يمكن أن يؤدي إلى رد قاتل". وقالت رويترز في بيان إن تحقيق الجيش يمكن أن يمنح الجنود فعليا حرية القتل دون التأكد من هوية أهدافهم. ونددت منظمة العفو الدولية بالتحقيق ووصفته بالفضيحة وقالت إنه لم يجر أي تحقيق مناسب في حالات مقتل 13 مدنيا غير مسلحين، بينهم ثمانية أطفال، في ذلك اليوم، وأن "الهجمات التي تشنها الجماعات المسلحة لا يُمكن أن تبرر ثقافة الإفلات من العقاب على قتل الفلسطينيين. مدنيين في الجيش الاسرائيلي". وقالت مراسلون بلا حدود، في بيان صحفي بعنوان "التحقيق الإسرائيلي يقرر بشكل غير مفاجئ عدم معاقبة الجنود الذين قتلوا المصور الفلسطيني"، إنهم "غاضبون" من التقرير، وأن "نتائج التحقيق الإسرائيلي مُربكة ولا تقدم أي مقنع". شرح الظروف التي أدت إلى مقتل مصور رويترز. لم يرغب الجيش الإسرائيلي أبدًا في الاعتراف بخطئه في مثل هذه الحالات. يتمتع الجنود الإسرائيليون بحصانة من العقاب تعرض للخطر العديد من الصحفيين الذين يغطون عملياتهم".